# San Benito (Entre Ríos)
San Benito is een plaats in het Argentijnse bestuurlijke gebied  Paraná in de provincie  Entre Ríos. De plaats telt 6771 inwoners.

## Galerij

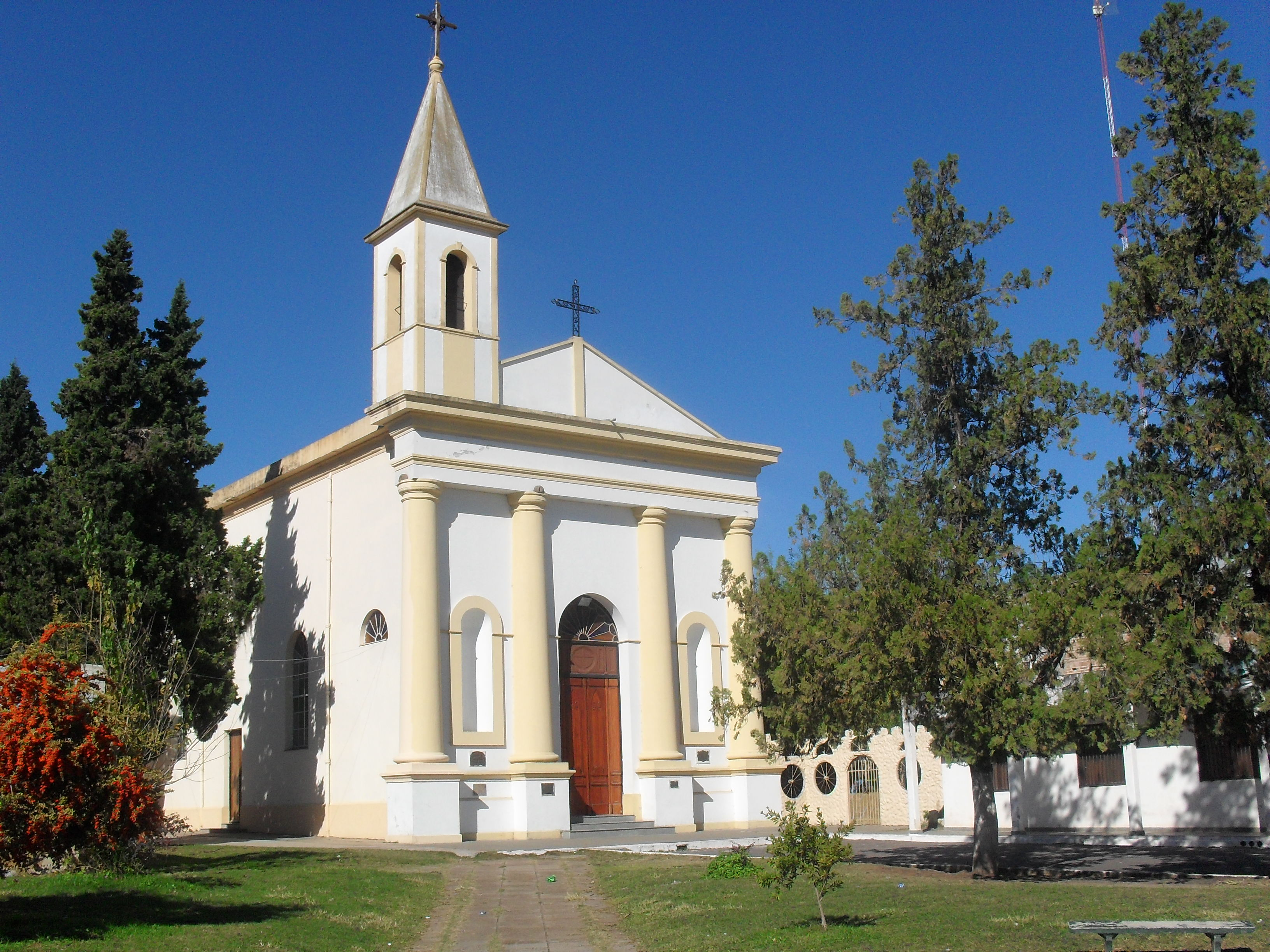
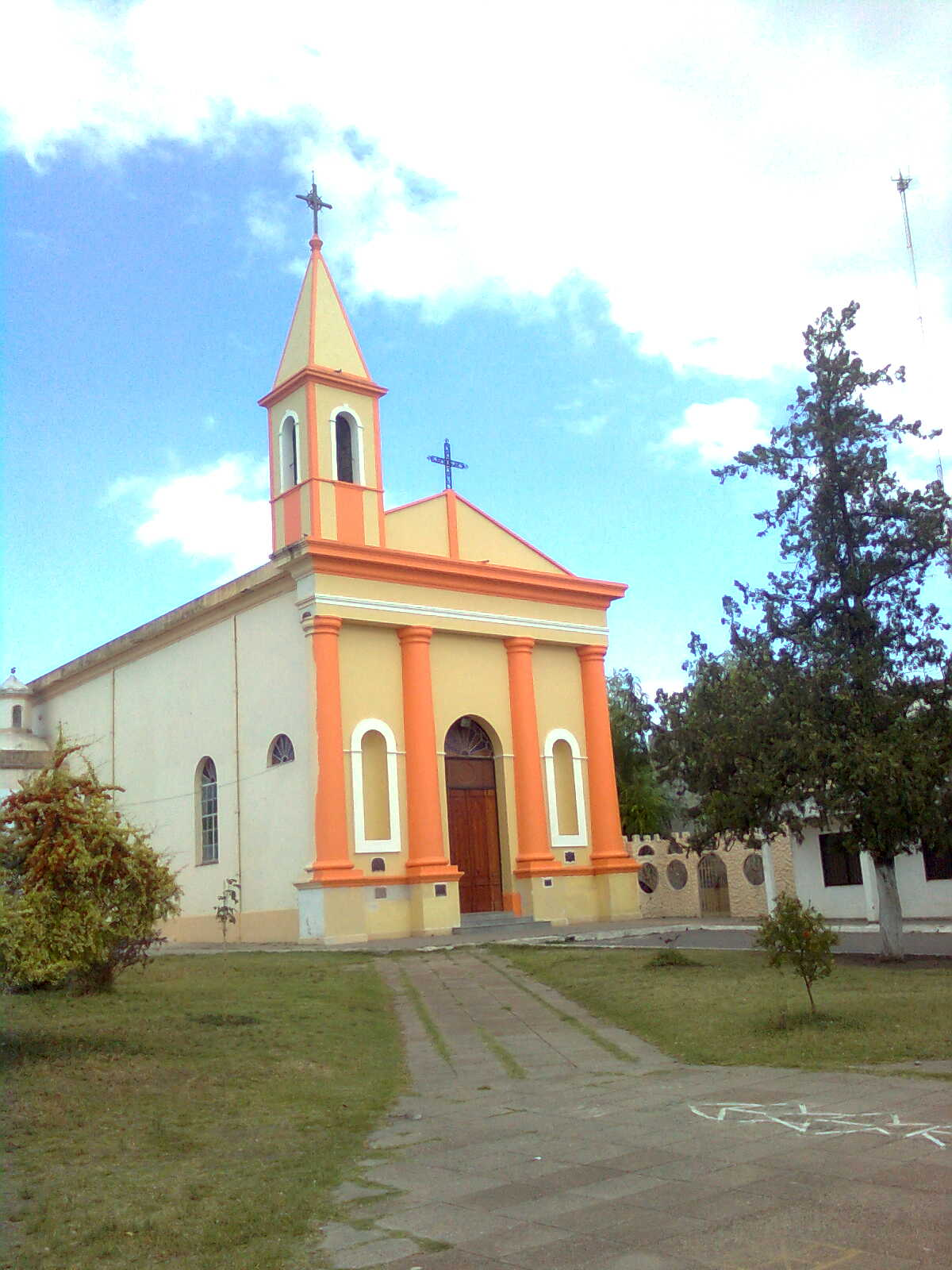
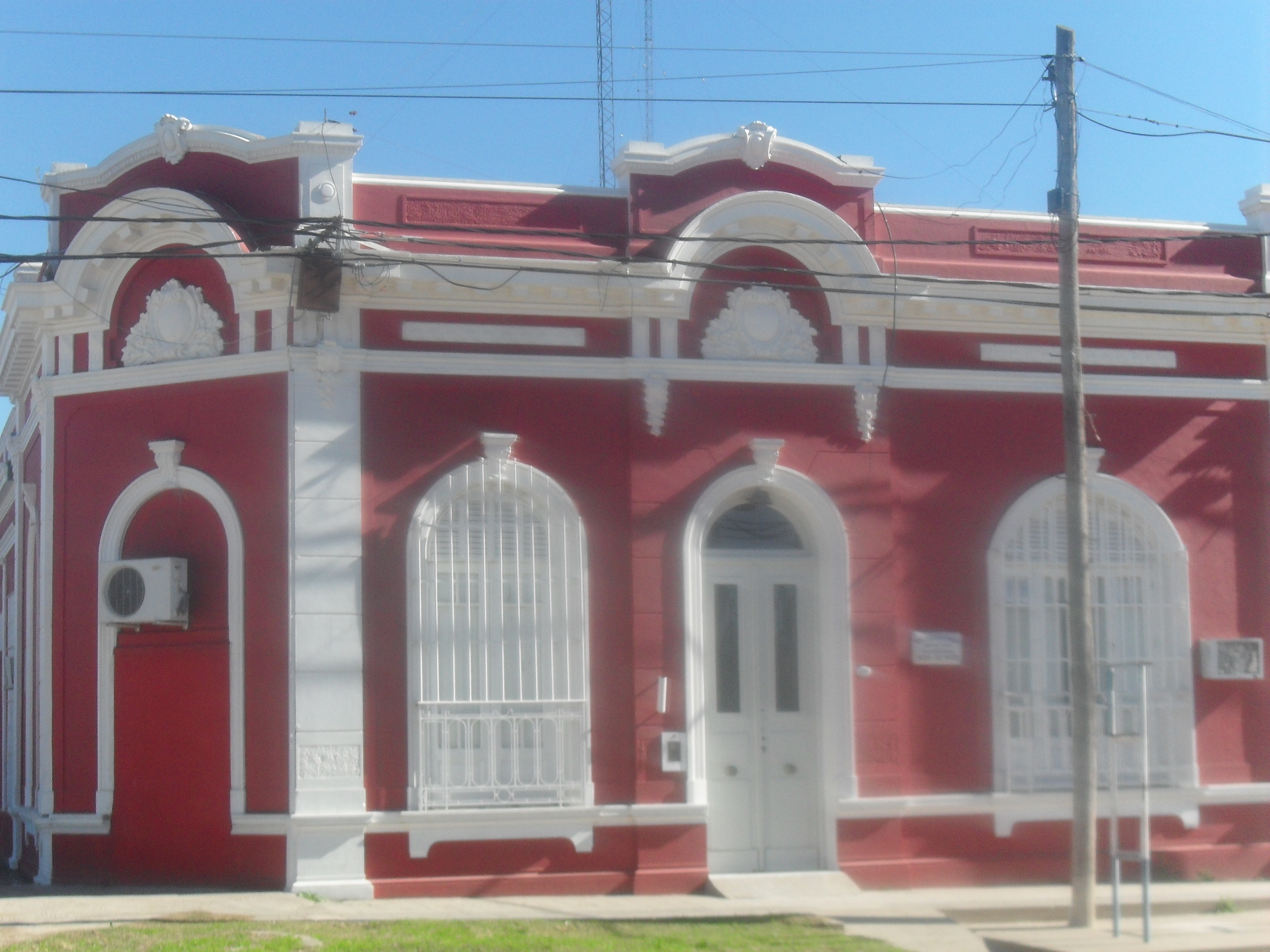
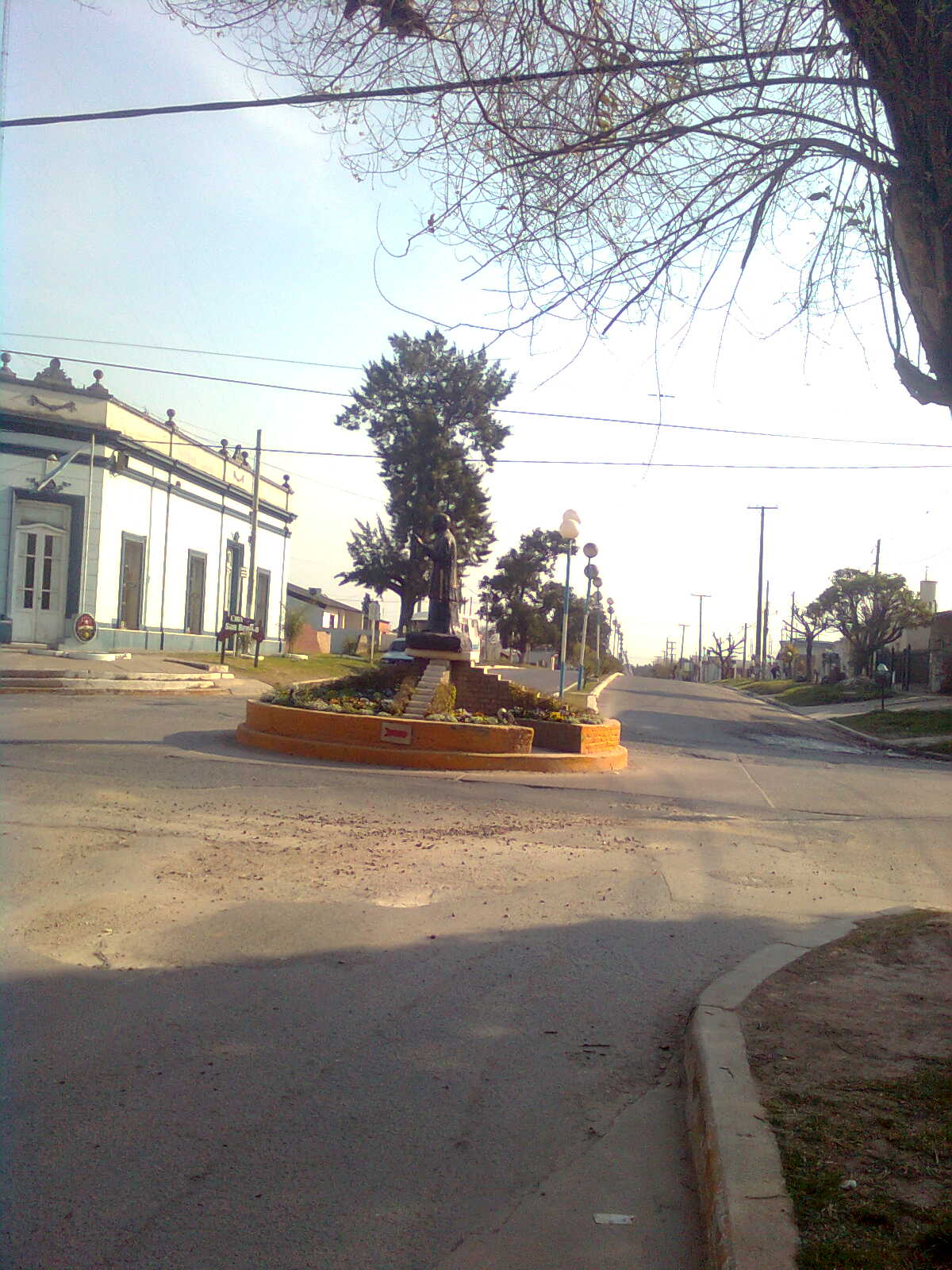